# Nononono
Нонононо (яп. ノノノノ) — манга авторства Окамото Линн, также известного как автор манги Elfen Lied. Манга выходила с 2007 года в журнале Young Jump, сейчас насчитывается 13 томов, манга официально считается законченной. События вымышлены, действие разворачивается в Японии второй половины XX века. Сюжет вертится вокруг молодой школьницы, Нономии Ноно, вынужденной переодеваться мужчиной. Большинство героев манги — школьники, занимающиеся прыжками с трамплина. Название манги происходит от полного имени главной героини: Ноно(мии) Ноно.

## Сюжет
В программе Зимних Олимпийских игр остался только один чисто мужской вид спорта — прыжки на лыжах с трамплина. А что должна делать несчастная Ноно? На дворе 1998 год, грядет великое событие — домашняя Олимпиада в Нагано. У Ноно есть все: талант, техника и желание! Нет у неё только одного: буквы "м" в паспорте напротив отметки "пол". Но это легко исправить, ведь так? Тем более, когда у тебя есть брат-близнец, Юута, занимающийся прыжками с трамплина...

## Персонажи
- Нономия Ноно  (яп. ノノ野宮 Nonomiya Nono) — девушка, вынужденная переодеваться парнем. Её первый день в школе сложился удачно — все были восхищены женственностью и умом нового ученика. В этот же день Ноно предложила встречаться Короги Микаге — знаменитая японская фигуристка, тоже обучающаяся в школе. Будучи девушкой, Нономия отказалась. Поначалу Ноно жила в старом сарае, но после того, как его снесли, ей пришлось переехать в общежитие для мальчиков. И вновь ей не повезло — Нономию поселили вместе с геем, издевавшимся над своими соседями. Лишь чудом бедняге удаётся отбиться от гомосексуала, и на этот раз Ноно переезжает к Короги, так благосклонно настроенной по отношению к Юуте. Несмотря на то, что теперь она — парень, Ноно иногда забывается и начинает вести себя как девушка: плакать, смущаться и прочее. И несмотря на то, что Нономия полностью отреклась от жизни женщины, она всё ещё не может устоять перед женской одеждой, хотя волнуется, не увидят ли её в таком состоянии друзья. Однажды она все же попалась в девчачьем одеянии приятели, но Ноно спасла её новая подруга и бывшая девушка Юуты Сора, сказав, что это её подруга Норико. С этого момента главная героиня могла свободно разгуливать в женском платье, не боясь рассекречивания. У Нономии было тяжёлое детство: её отец, ставший виновником проигрыша сборной Японии по прыжкам с траплина на Олимпийских Играх (японцы после трёх прыжков лидировали с огромным отрывом и ему было достаточно просто удачно прыгнуть, однако он упал и откатил свою сборную на 4-е место), решил воспитать из своего сына, Юуты, чемпиона. Но, увы, его способности не были достаточно хорошими, поэтому он тяжело наказывал сына, а дочь, в противовес Юуте отличавшуюся успехами, практически не замечал (поскольку она всё равно не смогла бы принять участие в соревнованиях на Олимпиаде). В итоге Юута покончил жизнь самоубийством, передав тяжёлое бремя своей сестре. Ноно нравится Акира Амацу, но при этом ей приходится терпеть приставания со стороны Короге, а также Императора, влюблённого в Норико.
- Нономия Юута (яп. 野宮雄太 Nonomiya Yuta) — брат-близнец Ноно, как две капли воды похожий на свою сестру. Характер мягкий, спокойный. Детство Юуты прошло плохо: его отец, желавший сделать из сына чемпиона, не гнушался даже на самые жестокие наказания. Вскоре Юута просто не выдержал и совершил суицид, перед смертью передав свои последние слова Ноно: «Сделай Нономию Юуту чемпионом». Впоследствии начал являться своей сестре как призрак, при этом для Ноно это стало плохой приметой: если перед её прыжком ей явится брат, то она точно упадёт. Но как оказалось после, Юута навещал свою сестру лишь ради того, чтобы пожелать ей удачи.
- Короги Микаге (яп. こおろぎ御影 Korogi Mikage) — молодая фигуристка, золотой призёр. Учится в той же школе, что и Ноно. Разрешила Юуте пожить у себя, а также начала с ним встречаться. Но как бы Короги того не хотела, она влюблена в Юуту, которого уже давно нет, а тот, что сейчас с ней — Ноно, переодетая в своего брата. Пока что ещё Микаге не знает, что её возлюбленный — девушка, и всячески пытается как можно яснее намекнуть ему на свои чувства, но безуспешно. Ноно же, в свою очередь, никак не может признаться Короги в том, что она не парень, ведь так Нономия потеряет дом, друзей и огорчит Микаге.
- Акира Амацу (яп. アキラ天津 Akira Amatsu) — наследник семьи Амацу, молодой человек, занимающийся прыжками с трамплина. Семья парня прославилась, как постоянно занимающая вторые места, поэтому для Акиры эта тема несколько болезненна. Акира замкнут и необщителен, также отталкивает его внешность — копна чёрных волос, закрывающая почти всё лицо. Амацу явно является предметом воздыхания для Ноно, но есть очень и очень тонкие намёки на то, что Акира влюблён в Короги, сам же он говорит, что воспринимает Микаге как товарища. В региональные не попал, так как ему предложили вступить в другую сборную. Амацу также обладает уникальной способностью — его лицо покрывается сыпью, если он находится рядом с любой девушкой, исключая только тех, кто ему нравится. Это ещё раз намекает на его чувства к Короги, поскольку рядом с ней его лицо остаётся нормальным.
- Кишитани Хироки (яп. 岸谷弘樹 Kishitani Hiroki) — паренёк, не особо выделяющийся навыками прыжков с трамплина. Из своей команды прыгает хуже всех. Влюбился в Норико, даже не подозревая, что она — его товарищ по команде. После случайно разведал тайну Ноно, а также узнал в ней Норико. Когда Нономии, ради сохранения своего секрета, пришлось стать жертвой сексуальных фантазий Хино, тренера школы-соперника, он пришёл ей на помощь и был ранен ножом в спину. Оказался в больнице, но попал на соревнования, оказавшись в команде Ноно и Императора. Во время прыжка у него открылась старая рана, из-за чего он упал при прыжке и оказался на грани смерти, но выжил.
- Император (яп. 皇帝 Kōtei) — настоящее имя Киоши Ширая, дословно переводящееся, как «Анальный магазин». Из-за этого он велит всем называть его не иначе, как Император, а если кто-то назвал его по имени — пускай пеняет на себя. Единственным исключением является Ноно, а точнее Норико, в которую Сирая влюбился. Имеет репутацию «плохого парня», носил причёску афро, но потом сменил её на обычную. Прыгает с трамплина лучше всех в команде. Попал в региональные. Ширая имеет хорошие физические данные, отлично дерётся, но когда Норико попросила его больше никого не избивать, не стал противиться хулиганам, решившим побить его. Из-за этого Ноно пришлось вновь переодеваться в женскую одежду и спасать Шираю.
- Йода (яп. ヨーダ Yōda) — журналист, имеющий паранормальные способности — он может видеть ауру людей. Заинтересовался Нономией Ютой, а также первым догадался о том, что это девушка. Несмотря на это, не выдал тайну Нономии, а даже наоборот, решил помочь ей. Когда-то Йода занимался прыжками с трамплина, но бросил, этим объясняется его стремление помочь Ноно. Когда та неудачно упала с трамплина, нанял ей специального доктора, чтобы сохранить её секрет. Йоду зачастую можно увидеть с его напарницей, вечно красящую губы стойкой к обветриванию помадой.